# Слепни (род)
Слепни́ (лат. Tabanus) — самый обширный род семейства слепней, насчитывающий более 1000 видов. Распространён во всех зоогеографических областях, кроме Антарктики.

## Внешнее строение
Различного размера (от 10 до 30 мм) мухи преимущественно тёмной окраски. Глаза обычно без волосков. В отличие от родов Hybomitra и Atylotus, у самок Tabanus отсутствует глазковый бугорок. Крылья у большинства видов прозрачные, но у некоторых видов крылья могут быть с характерным рисунком (Tabanus marmorosus). Тело личинки от 16 до 48 мм. Окраска тела, обычно, светлая, реже — оранжево-коричневая (Tabanus miki). Анальный сегмент покрыт щетинами. Размеры тела куколок от 13 до 48 мм. Лобные бугры головы разделены на наружные и внутренние. Брюшные зубцы в анальной розетке длиннее спинных.

## Биология
Личинки живут в реках с быстрым течением (Tabanus cordiger) или почвах с различным режимом увлажнения от значительно переувлажнённых (Tabanus autumnalis) до сухих пустынных (Tabanus sabuletorum). Самки всех видов нуждаются в питании кровью и способны переносить такие трансмиссивные заболевания, как туляремию, сибирскую язву и трипаносомоз. Автогенное развитие яиц первого гонотрофического цикла отмечено только у Tabanus bovinus.

## Классификация и распространение
По разным источникам в составе рода насчитывают то 1200 до 1340 валидных видов. Несмотря на большое видовое разнообразие, род Tabanus не разделяют на подроды, а только на группы видов. Возможно, род является парафилетической группой.

### Отдельные представители
Палеарктическая область
- Слепень бурый (Tabanus amaenus Walker, 1848)
- Слепень большой (Tabanus autumnalis Linnaeus, 1761)
- Слепень бычий (Tabanus bovinus Linnaeus, 1758)
- Слепень серый (Tabanus bromius Linnaeus, 1758) заходит в Ориентальную область.
- Слепень широколобый (Tabanus cordiger Meigen, 1820)
- Tabanus darimonti Leclercq, 1964
- Tabanus dolini Ivanistshuk, 1986
- Слепень поздний (Tabanus glaucopis Meigen, 1820)
- Слепень Голова (Tabanus golovi Olsufjev, 1936)
- Слепень Филипьева (Tabanus filipjevi Olsufjev, 1936)
- Слепень Лелеана (Tabanus leleani Austen, 1920) заходит в Ориентальную область.
- Слепень чёрно-серый (Tabanus maculicornis Zetterstedt, 1842)
- Слепень Мика (Tabanus miki Brauer, 1880)
- Слепень песчаный (Tabanus sabuletorum Loew, 1874)
- Слепень Семёнова (Tabanus semenovi Olsufjev, 1937)
- Слепень судетский (Tabanus sudeticus Zeller, 1842)

Афротропическая область
- Tabanus biguttatus Wiedemann, 1830
- Tabanus gratus Loew, 1858
- Tabanus insignis Loew, 1858
- Tabanus marmorosus Surcouf, 1909
- Tabanus mordax Austen, 1911 заходит в Палеарктическую область.
- Tabanus par Walker, 1854
- Tabanus taeniola Palisot de Beauvois, 1806

Ориентальная область
- Tabanus diversifrons Ricardo, 1911
- Tabanus excelsus Ricardo, 1913
- Tabanus gertrudae Philip, 1960
- Tabanus orientis Walker, 1848
- Tabanus striatus Fabricius, 1787

Австралийская область
- Tabanus cohaerens Walker, 1865
- Tabanus dorsobimaculatus Macquart, 1850
- Tabanus innotabilis Walker, 1848
- Tabanus pallipennis Macquart, 1846
- Tabanus townsvilli Ricardo, 1915

Неарктическая область
- Tabanus marginalis Fabricius, 1805
- Tabanus reinwardtii Wiedemann, 1828
- Tabanus sackeni Fairchild, 1934
- Tabanus similis Macquart, 1850
- Tabanus vivax Osten Sacken, 1876

Неатропическая область
- Tabanus colombensis Macquart, 1846
- Tabanus macquarti Schiner, 1868
- Tabanus occidentalis Linnaeus, 1758
- Tabanus pungens Wiedemann, 1828
- Tabanus secundus Walker 1848

## Цитогенетика
В кариотипе у разных видов от 10 (Tabanus bromius, Tabanus miki) до 16 хромосом (Tabanus bifarius, Tabanus quatuornotatus).